# Фънхъ
Фънхъ (Фъншуй) (на китайски: 汾河, 汾水; на пинин: Fénhé, Fénshuǐ) е река в Северен Китай, в провинция Шанси, ляв приток на Хуанхъ (втори по големина приток на Хуанхъ след Уейхъ. С дължина 694 km и площ на водосборния басейн 39 417 km² река Фънхъ води началото си от хребета Луяшан (съставна част на планината Иншан) на 2274 m н.в. в северната част на провинция Шанси. По цялото си протежение тече в посока юг-югозапад, в горното течение – в тясна планинска долина, а след град Тайюен – в широка и плитка долина по източната периферия на Льосовото плато. Влива се отляво в река Хуанхъ на 357 m н.в. Фънхъ има типичен мусонен режим на оттока с максимум през лятото. Среден годишен отток – 47 m³/s, по време на летните прииждания – до 3500 m³/s. Носи огромно количество наноси, тъй като голяма част от вососборния ѝ басейн се простира на територията на Льосовото плато. В средното и долно течение водите ѝ се използват за напояване. Долината ѝ е гъсто населена, като най-големите селища са градовете Тайюен, Пинъяо, Линфън.